# Chrysophryno egensis
Chrysophryno egensis là một loài ruồi trong họ Tachinidae.